# Neelambikai Ammaiyar
Neelambikai Ammaiyar (ur. 1903, zm. 1948) – indyjska działaczka niepodległościowa, działaczka na rzecz praw kobiet oraz pisarka.

## Życiorys
Pochodziła z rodziny o bogatych tradycjach kulturalnych. Jej ojciec, Maraimalai Adigal, był pionierem ruchu na rzecz oczyszczenia języka tamilskiego z wpływów sanskryckich i północnoindyjskich. Istotną, czynną rolę w tym ruchu odgrywała też sama Neelambikai. Działała na rzecz praw kobiet. Argumentowała, że tradycyjne społeczeństwo tamilskie było co do zasady matriarchalne, dominację mężczyzn w współczesnym sobie społeczeństwie uznawała za produkt obcych, bramińskich wpływów. Za kluczową w procesie wyzwolenia tamilskich kobiet uznawała ich edukację wedle wzorców zachodnich.
Aktywna w ruchu na rzecz wyzwolenia Indii spod europejskich rządów kolonialnych. Poliglotka, władała biegle wieloma językami rodzimymi dla subkontynentu indyjskiego, opanowała również język angielski. Odwoływała się do tradycji klasycznej literatury tamilskiej, za przykłady godne naśladowania uznawała poetki takie jak Auvaiyar, Kakkai Pattiniyar, Ponmudiyar czy Vellividiyar. Pamiętana dzięki swemu opublikowanemu w 1926 zbiorowi Tani Tamizh Katturaigal, poświęconemu kulturze tamilskiej jak również językowi tamilskiemu. Pozostawiła też szereg szkiców biograficznych poświęconych słynnym Tamilkom. Przybliżyła w ten sam sposób tamilskiemu czytelnikowi niektóre kobiety z Europy. W uznaniu jego wkładu w walkę o poprawę sytuacji kobiet przyznała E.V. Ramaswamiemu honorowy tytuł Periyar. Ramaswamy, reformator uznawany za ojca współczesnego Tamilnadu, jest znany pod tym właśnie tytułem do dziś.
Poślubiła Tiruvarangę Pillaia, który też stał się później kustoszem jej spuścizny literackiej. Wydane już po śmierci Neelambikai prace opublikowano ostatecznie w 13 tomach. Doczekała się również biografii, pióra swego brata.